# Drosophila cardinoides
Drosophila cardinoides är en tvåvingeart som beskrevs av Theodosius Grigorievich Dobzhansky och Crodowaldo Pavan 1943. Drosophila cardinoides ingår i släktet Drosophila och familjen daggflugor.
Artens utbredningsområde sträckert sig från Mexiko till Brasilien.